# Don Papa (Rom)
El Rom Don Papa és un rom elaborat a partir de melasses a l'illa de Negros per la companyia Bleeding Heart Rum Company amb seu a les Filipines.

## Història
Fundada en 2011 per Stephen Carroll, exexecutiu de la multinacional francesa Rémy Cointreau, la concepció del rom és remunta anys enrere, quan carrol en un viatge a Bacolod, va sentir històries d'una zona propera amb la millor canya de sucre del món. Fins l'arribada de Don Papa, sent Filipines el tercer consumidor mundial de rom, ja disposava de destil·leries elaborant aquest destil·lat en altres regions del país, però no a Negros, considerada la capital de la canya de sucre del país.
El rom Don Papa està inspirat en Dionisio Magbuelas, més conegut per Papa Isio, lider de la regió de Negros que va lluitar per l'alliberament dels colonitzadors espanyols en 1896 i més tard contra els colonitzadors americans en 1899-1907.
Don Papa es va presentar per primer cop a Bacolod en 2012 i a Manila el mateix any. Des de llavors, els roms de Bleeding Heart Rum Company han guanyat gran popularitat en els mercats europeus i nord-americà des de la seva introducció en 2017.

## Producció
Don Papa s'elabora a partir de melasses d'una antiga i particular raça de canya de sucre i envelleix als peus del volcà Kanlaon un mínim de set anys en barriques de roure.

## Expressions[5]
- Don Papa 7 Anys
- Don Papa 10 Anys
- Don Papa Rare Cask
- Don Papa Sherry Cask